# Neumark (Weimar)
Pour les articles homonymes, voir Neumark.
Neumark est une commune allemande de l'arrondissement du Pays-de-Weimar, Land de Thuringe.

## Géographie
Neumark se situe au nord de Weimar, au nord de l'Ettersberg, dans le Bassin de Thuringe. Au sud-ouest se trouve le lac de Vippachedelhausen, un lac de barrage.
| Kleinbrembach     |           | Vogelsberg  |
| Vippachedelhausen | Neumark   | Krautheim   |
|                   | Berlstedt | Schwerstedt |

## Histoire
Neumark est mentionné pour la première fois en 1179 sous le nom de "Novo Forno". En 1249, le château-fort est pris au cours de la guerre de Succession de Thuringe par les partisans de Henri III de Misnie qui le démolissent.
Les maisons de Rockhausen et de Kirchscheidungen acquièrent le domaine en 1600. En 1633, Friedrich Hortleder le partage en 4, entre les Riedesel, les Wurmb, les Techwitz (de) et les Rockhausen. Dans un rapport de 1637, 32 maisons, le presbytère, la mairie et 22 granges sont détruits par les soldats. Le village subira d'autres pillages lors de la guerre de Trente Ans. En 1664, les Rockhausen vendent le domaine.

## Source de la traduction
- (de) Cet article est partiellement ou en totalité issu de l’article de Wikipédia en allemand intitulé « Neumark (bei Weimar) » (voir la liste des auteurs).